# Haitham Moustapha
Haitham Mustafa Ahmed Karar est un footballeur soudanais né le 19 juillet 1977. Il joue au poste de milieu de terrain.
Il a participé à la Coupe d'Afrique des nations 2008 avec l'équipe du Soudan. Il compte 102 sélections (6 buts) depuis 2000.
Il a passé l'essentiel de sa carrière à Al Hilal Omdurman, où il a notamment été finaliste de la Coupe arabe des vainqueurs de coupe en 2001.
Il est le capitaine du club d'Al Hilal et de l'équipe du Soudan.

## Carrière
- 1995 : Al Ameer Al Bahrawi ( Soudan)
- 1996- : Al Hilal Khartoum ( Soudan)

## Palmarès
- Champion du Soudan en 1998, 1999, 2003, 2004, 2005, 2006 et 2007 avec Al Hilal Omdurman
- Vainqueur de la Coupe du Soudan en 2000 et 2004 avec Al Hilal Omdurman
- Finaliste de la Coupe arabe des vainqueurs de coupe en 2001 avec Al Hilal Omdurman